# Benjamin Robert
Benjamin Robert (* 4. Januar 1998 in Toulouse) ist ein französischer Mittelstreckenläufer, der sich auf den 800-Meter-Lauf spezialisiert hat. 2023 gewann er bei den Halleneuropameisterschaften in Istanbul die Silbermedaille über diese Distanz.

## Sportliche Laufbahn
Erste internationale Erfahrungen sammelte Benjamin Robert im Jahr 2017, als er bei den U20-Europameisterschaften in Grosseto in 1:49,82 min den sechsten Platz belegte. Im Jahr darauf gewann er bei den U23-Mittelmeermeisterschaften in Jesolo in 1:50,89 min die Bronzemedaille hinter seinem Landsmann Gabriel Tual und Riadh Chninni aus Tunesien. Anschließend schied er bei den Mittelmeerspielen in Tarragona mit 1:54,36 min im Vorlauf aus. 2019 gewann er dann bei den U23-Mittelmeer-Hallenmeisterschaften in Miramas in 1:50,25 min die Bronzemedaille hinter dem Spanier Pablo Sánchez-Valladares und Landsmann Clément Dhainaut. 2021 erreichte er bei den Halleneuropameisterschaften in Toruń das Halbfinale und schied dort mit 1:48,25 min aus. Ende Mai siegte er in 1:45,79 min beim Leichtathletik-Meeting „Anhalt 2021“ und startete dann im August bei den Olympischen Spielen in Tokio, bei denen er mit 1:47,12 min aber nicht über die erste Runde hinauskam.
2022 siegte er in 1:43,75 min beim Meeting de Paris und wurde beim Bauhaus-Galan in 1:45,11 min Zweiter. Bei den Weltmeisterschaften in Eugene erreichte er das Halbfinale und schied dort mit 1:45,67 min aus, während er bei den Europameisterschaften in München in 1:45,42 min den fünften Platz belegte. Im Jahr darauf gewann er bei den Halleneuropameisterschaften in Istanbul in 1:47,34 min die Silbermedaille hinter dem Spanier Adrián Ben. Ende Mai wurde er beim Meeting International Mohammed VI d'Athletisme de Rabat in 1:45,04 min Dritter und im Juni siegte er in 1:44,40 min bei den Paavo Nurmi Games. Im August schied er bei den Weltmeisterschaften in Budapest mit 1:44,38 min im Halbfinale und wurde dann bei der Xiamen Diamond League in 1:43,88 min Dritter. 2024 erreichte er bei den Hallenweltmeisterschaften in Glasgow das Finale und wurde dort wegen einer Bahnübertretung disqualifiziert. Im August schied er bei den Olympischen Sommerspielen in Paris mit 1:45,83 min in der Hoffnungsrunde aus.
In den Jahren von 2020 bis 2022 wurde Robert französischer Meister im 800-Meter-Lauf im Freien sowie von 2021 bis 2023 in der Halle.

## Persönliche Bestleistungen
- 800 Meter: 1:43,48 min, 9. Juni 2023 in Paris
  - 600 Meter (Halle): 1:15,50 min, 3. Februar 2024 in Metz (nationale Bestleistung)
  - 800 Meter (Halle): 1:45,28 min, 2. März 2024 in Glasgow
- 1000 Meter: 2:17,11 min, 10. August 2022 in Monaco